# Rugby 7 femenino en los Juegos Asiáticos 2018
El Rugby 7 femenino en los Juegos Asiáticos de 2018 se jugó entre el 30 de agosto y el 1 de septiembre de 2018 en el GBK Rugby Field de Yakarta y participaron 8 selecciones de Asia.
Japón venció en la final a China para ganar la medalla de oro.

## Fase de grupos

### Grupo A
| Pos. | Equipo        | Encuentros | Encuentros | Encuentros | Encuentros | Tantos  | Tantos    | Tantos     | Puntos |
| Pos. | Equipo        | jugados    | ganados    | empatados  | perdidos   | a favor | en contra | diferencia | Puntos |
| ---- | ------------- | ---------- | ---------- | ---------- | ---------- | ------- | --------- | ---------- | ------ |
| 1    | China         | 3          | 3          | 0          | 0          | 142     | 7         | 135        | 9      |
| 2    | Hong Kong     | 3          | 2          | 0          | 1          | 71      | 39        | 32         | 7      |
| 3    | Singapur      | 3          | 1          | 0          | 2          | 29      | 84        | -55        | 5      |
| 4    | Corea del Sur | 3          | 0          | 0          | 3          | 17      | 129       | -112       | 3      |

### Grupo B
| Pos. | Equipo     | Encuentros | Encuentros | Encuentros | Encuentros | Tantos  | Tantos    | Tantos     | Puntos |
| Pos. | Equipo     | jugados    | ganados    | empatados  | perdidos   | a favor | en contra | diferencia | Puntos |
| ---- | ---------- | ---------- | ---------- | ---------- | ---------- | ------- | --------- | ---------- | ------ |
| 1    | Japón      | 3          | 3          | 0          | 0          | 122     | 21        | 101        | 9      |
| 2    | Kazajistán | 3          | 2          | 0          | 1          | 95      | 36        | 59         | 7      |
| 3    | Tailandia  | 3          | 1          | 0          | 2          | 58      | 51        | 7          | 5      |
| 4    | Indonesia  | 3          | 0          | 0          | 3          | 5       | 172       | -167       | 3      |

#### Copa de plata
|  | Copa de plata | Copa de plata | Copa de plata |          |           | Quinto puesto  | Quinto puesto  | Quinto puesto  |  |
|  |               |               |               |          |           |                |                |                |  |
|  |               |               |               |          |           |                |                |                |  |
|  | Hong Kong     | Hong Kong     | 51            |          |           |                |                |                |  |
|  | Hong Kong     | Hong Kong     | 51            |          |           |                |                |                |  |
|  | Indonesia     | Indonesia     | 0             |          |           |                |                |                |  |
|  | Indonesia     | Indonesia     | 0             |          | Hong Kong | Hong Kong      | 45             |                |  |
|  |               |               |               |          | Hong Kong | Hong Kong      | 45             |                |  |
|  |               |               | Singapur      | Singapur | 0         |                |                |                |  |
|  | Singapur      | Singapur      | Singapur      | Singapur | 0         | 17             |                |                |  |
|  | Singapur      | Singapur      |               |          |           | 17             |                |                |  |
|  | Corea del Sur | Corea del Sur | 7             |          |           | Séptimo puesto | Séptimo puesto | Séptimo puesto |  |
|  | Corea del Sur | Corea del Sur | 7             |          |           | Séptimo puesto | Séptimo puesto | Séptimo puesto |  |
|  |               |               |               |          |           |                |                |                |  |
|  |               |               |               |          |           | Corea del Sur  | Corea del Sur  | 27             |  |
|  |               |               |               |          |           | Corea del Sur  | Corea del Sur  | 27             |  |
|  |               |               |               |          |           | Indonesia      | Indonesia      | 0              |  |
|  |               |               |               |          |           | Indonesia      | Indonesia      | 0              |  |
|  |               |               |               |          |           |                |                |                |  |

#### Copa de oro
|  | Cuartos de final | Cuartos de final | Cuartos de final |            |       | Semifinales | Semifinales | Semifinales |            |              | Copa         | Copa         | Copa |  |
|  |                  |                  |                  |            |       |             |             |             |            |              |              |              |      |  |
|  |                  |                  |                  |            |       |             |             |             |            |              |              |              |      |  |
|  | Japón            | Japón            | 35               |            |       |             |             |             |            |              |              |              |      |  |
|  | Japón            | Japón            | 35               |            |       |             |             |             |            |              |              |              |      |  |
|  | Corea del Sur    | Corea del Sur    | 7                |            |       |             |             |             |            |              |              |              |      |  |
|  | Corea del Sur    | Corea del Sur    | 7                |            | Japón | Japón       | 26          |             |            |              |              |              |      |  |
|  |                  |                  |                  |            | Japón | Japón       | 26          |             |            |              |              |              |      |  |
|  |                  |                  | Kazajistán       | Kazajistán | 11    |             |             |             |            |              |              |              |      |  |
|  | Kazajistán       | Kazajistán       | Kazajistán       | Kazajistán | 11    | 34          |             |             |            |              |              |              |      |  |
|  | Kazajistán       | Kazajistán       |                  |            |       |             |             |             |            |              |              |              |      |  |
|  | Singapur         | Singapur         | 5                |            |       |             |             |             |            |              |              |              |      |  |
|  | Singapur         | Singapur         | 5                |            |       |             |             |             |            | Japón        | Japón        | 7            |      |  |
|  |                  |                  |                  |            |       |             |             |             |            | Japón        | Japón        | 7            |      |  |
|  |                  |                  | China            | China      | 5     |             |             |             |            |              |              |              |      |  |
|  | China            | China            | China            | China      | 5     | 43          |             |             |            |              |              |              |      |  |
|  | China            | China            |                  |            |       |             |             |             |            |              |              |              |      |  |
|  | Indonesia        | Indonesia        | 7                |            |       |             |             |             |            |              |              |              |      |  |
|  | Indonesia        | Indonesia        | 7                |            | China | China       | 29          |             |            | Tercer lugar | Tercer lugar | Tercer lugar |      |  |
|  |                  |                  |                  |            | China | China       | 29          |             |            | Tercer lugar | Tercer lugar | Tercer lugar |      |  |
|  |                  |                  | Tailandia        | Tailandia  | 5     |             |             |             |            |              |              |              |      |  |
|  | Tailandia        | Tailandia        | Tailandia        | Tailandia  | 5     | 17          |             |             | Kazajistán | Kazajistán   | 29           |              |      |  |
|  | Tailandia        | Tailandia        |                  |            |       |             |             |             | Kazajistán | Kazajistán   | 29           |              |      |  |
|  | Hong Kong        | Hong Kong        | 5                |            |       |             |             |             |            |              | Tailandia    | Tailandia    | 7    |  |
|  | Hong Kong        | Hong Kong        | 5                |            |       |             |             |             |            |              | Tailandia    | Tailandia    | 7    |  |
|  |                  |                  |                  |            |       |             |             |             |            |              |              |              |      |  |